# Navicula directa
Espèce
Navicula directa est une espèce de diatomées pennées marines de la famille des Naviculaceae, dont la cellule mesure environ 50 μm de long sur 10 μm de large et 10 μm de haut. Le frustule, transparent, difficilement visible in vivo, s'observe dans de bonnes conditions après élimination de la matière vivante et montage dans des résines spéciales. Possédant une forme de bateau, son contour est allongé, lancéolé de face, rectangulaire de profil et toute sa surface est ornée de côtes perlées.

## Cycle de développement
Les diatomées marines de l’espèce Navicula directa se reproduisent par auxosporulation.
Deux gamètes ne se réarrangent pas dans leur gamétocyste et chacun adhère aux surfaces internes de la thèque du gamétocyste. Chacun des deux gamètes d'un gamétocyste fusionne avec un gamète de l'autre gamétocyste par isogamie. En conséquence, deux zygotes – et donc deux auxospores (en) – sont produits par gamétocystes appariés. Comme les thèques des gamétocystes sont restées proches des gamètes pendant la fusion, le zygote s'est associé à deux thèques différentes.

## Synonymes
Navicula directa a pour synonymes selon AlgaeBase (4 mars 2021) :
- synonymes homotypiques :
  - Pinnularia directa W.Smith 1853 (basionyme)
  - Schizonema directum (W.Smith) Kuntze 1898
- synonymes hétérotypiques :
  - Navicula directa var. genuina Cleve

## Taxons infraspécifiques
Selon GBIF (10 mars 2021) :

### Sous-espèces
- Navicula directa subsp. directa
- Navicula directa subsp. javanica Cleve
- Navicula directa subsp. remota Grunow

### Variétés
- Navicula directa var. angusta Grunow, 1880
- Navicula directa var. constricta Heiden, 1928
- Navicula directa var. cuneata Østrup, 1895
- Navicula directa var. decussatim-striata Grunow, 1883
- Navicula directa var. derasa Østrup, 1895
- Navicula directa var. directa
- Navicula directa var. genuina Cleve, 1895
- Navicula directa var. gianfranceschii Zanon, 1929
- Navicula directa var. heterostriata Mereschkowsky, 1901
- Navicula directa var. javanica Cleve, 1895
- Navicula directa var. lata Østrup, 1895
- Navicula directa var. oceanica Karsten, 1905
- Navicula directa var. planctonica Frenguelli, 1928
- Navicula directa var. remota Cleve
- Navicula directa var. remota Grunow, 1879
- Navicula directa var. rostrata Heiden, 1928

### Formes
- Navicula directa f. alpha Manguin, 1960
- Navicula directa f. beta Manguin, 1960
- Navicula directa f. directa (W.Smith) Ralfs, 1861
- Navicula directa f. gamma Manguin, 1960